# Фёдоровка (село, Генический район)
Фёдоровка (укр. Федорівка) — село в Новотроицкой поселковой общине Генического района Херсонской области Украины.
Население по переписи 2001 года составляло 799 человек. Почтовый индекс — 75330. Телефонный код — 5548. Код КОАТУУ — 6524484501.